# ناحیه لاک لئوپولد دوم
ناحیه لاک لئوپولد دوم (به لاتین: Lac Léopold II District) یک منطقهٔ مسکونی در ایالت آزاد کنگو و کنگوی بلژیک بود  که در Équateur (former province) واقع شده‌است.